# Курская улица (Москва)
Ку́рская у́лица — улица, расположенная в Юго-Восточном административном округе города Москвы на территории района Люблино.

## История
Улица получила своё название 26 августа 1960 года по городу Курску в связи с расположением на юго-востоке Москвы.

## Расположение
Курская улица проходит на восток от Северного тоннеля, соединяющего его под путями Курского направления Московской железной дороги с Батайской улицей, на юг от улицы отходит Кузнечный тупик, улица поворачивает на север, проходит параллельно железнодорожным путям, поворачивает на восток и проходит до Люблинской улицы, за которой продолжается как Кубанская улица.

## Транспорт

### Автобус
- 30: от Северного тоннеля до Кубанской улицы и обратно
- 528: остановка «Станция Люблино»

### Железнодорожный транспорт
- Платформа Люблино (в границах станции Люблино-Сортировочное) Курского направления (МЦД-2) Московской железной дороги — севернее улицы